# 伊吹隊
伊吹隊（いぶきたい）とは、幕末に結成された草莽諸隊のひとつ。
慶応4年（1868年）2月26日、三嶋大社社主、矢田部盛治を中心に伊豆国の神官や社家等約70人で結成。
官軍の護衛や箱根路の案内役などをつとめた。また、江戸への攻撃に反対する矢田部の考えから、伊吹隊は積極的な軍事行動をおこすことはなかった。
同年11月に解散。なお隊の一部から玉鉾隊が結成され京都まで護衛に従事した者もいた。